# François Géré
François Géré, né le 28 août 1950 à Paris, est un historien et stratégiste français spécialiste en géostratégie, président fondateur de l’Institut français d'analyse stratégique (IFAS) et directeur de recherches à l’Université de Paris 3.

## Biographie

### Formation
En 1975, il devient agrégé en histoire, docteur en 1991, puis en 2000 docteur habilité en histoire contemporaine à l'Université Sorbonne Nouvelle - Paris 3, où il est nommé directeur de recherche en 2003. Parallèlement, il participe de 1977 à 1982 à la revue Cahiers du cinéma, dans la rubrique « Cinéma, Histoire et Guerre ».
Dès 1985, il se spécialise dans l'analyse des guerres irrégulières (Indochine, Algérie...) et les premiers développements de l'arme nucléaire sous la Quatrième République française, ainsi que dans l’étude des différents courants de la pensée stratégique française et américaine depuis 1945. En 1988, il entre à la Fondation pour les études de défense nationale où jusqu’en 1992 il est élève et assistant du général Lucien Poirier, théoricien de la dissuasion nucléaire. Il entreprend plusieurs séjours aux États-Unis, où il reçoit une formation en physique des armes nucléaires et des systèmes balistiques dans la perspective des processus de vérification des traités de contrôle des armements.

### Activités de recherche et de conseil
En 1993, François Géré est conseiller technique pour les affaires nucléaires  et chargé de mission pour la maîtrise des armements au Secrétariat général de la défense et de la sécurité nationale (SGDSN).
En 1994-95, il est professeur résident (visiting professor) à l’institut des hautes études internationales (School of Advanced International Studies – SAIS) de la Johns Hopkins University dans la capitale américaine, Washington DC, où il enseigne la politique étrangère et de défense de la France.
Maître de recherches en 1994 au Centre de recherche sur les stratégies et les technologies (CREST) de l'École polytechnique à Palaiseau, il devient en 1997 directeur scientifique de la Fondation pour la recherche stratégique.
En 2001, il fonde et dirige l'Institut Diplomatie et Défense,,. Par la suite, en 2004, cet institut devient un centre de recherche interdisciplinaire privé, l’Institut français d'analyse stratégique (IFAS). Intéressé dans l’étude des questions de stratégie, de défense et de relations internationales, le centre focalise ses recherches sur les affrontements dans le monde, la prolifération nucléaire ou les risques chimiques et bactériologiques ainsi que sur les modalités de contrôle de la violence organisée et la gestion des crises.
Dès 1998, François Géré a développé un programme de recherches indépendant sur la relation entre la Chine, les États-Unis et l’Union européenne.
De 2002 à 2009 il est membre associé du comité scientifique de l’OTAN dans le cadre du sous-comité pour les sciences humaines et les dynamiques sociales.
De 2007 à 2018, il est chargé de mission auprès de l'Institut des hautes études de la Défense nationale (IHEDN) et de l’Enseignement militaire supérieur.

## Publications principales

### Ouvrages
- Les lauriers incertains. Stratégie et politique militaire des États-Unis : 1980-2000, FEDN, 1991[8].
- La prolifération nucléaire, coll. « Que sais-je ? », Presses universitaires de France, Paris 1995, 127 pp[2]
- Demain, l’ombre portée de l’arme nucléaire, CREST, La documentation française, 1996.
- Demain la guerre : une visite guidée, Calmann-Lévy, Paris, 1997, 257 pp.[9].
- La guerre psychologique, Economica, Paris, 1997, 423 pp[10],[11].
- La société sans la guerre, Ed. Desclée de Brouwer, Paris, 1998, 329 pp[12].
- La réserve et l'attente : l'avenir des armes nucléaires françaises, avec le général Lucien Poirier (Prix de l’Académie des sciences morales et politiques en 2001), Economica, Paris, 2001, 329 pp.
- Puissances et influences. Géopolitique et géostratégie à l’aube de l’an 2000 (avec Arnaud Blin et Gérard Chaliand), Editions Mille et Une Nuits, FRS, 1999.
- Puissances et influences. Annuaire géopolitique et géostratégique 2000-2001 (avec Arnaud Blin et Gérard Chaliand), Editions Mille et Une Nuits, Beaumarchais Centre for International Research, 2000.
- Dictionnaire de la pensée stratégique, Larousse, 2000.
- La Guerre totale (avec Thierry Widemann), Economica, 2001.
- Puissances et influences. Annuaire géopolitique et géostratégique 2002-2003 (avec Arnaud Blin), Editions Charles Leopold Mayer, Descartes & Cie, 2002.
- Sortie de Guerre - Les États-Unis et la France face à l’après Guerre Froide, Economica, 2002.
- Pourquoi les guerres ? Un siècle de géopolitique, collection « 20/21, d’un siècle à l’autre », Ed. Larousse, Paris, 2002, 192 pp.
- Les volontaires de la mort : l’arme du suicide, collection « Essais Bayard », Bayard Presse, Paris, 2003, 295 pp.
- La nouvelle géopolitique – guerres et paix aujourd’hui, Larousse, Paris, 2005 (nouvelle édition 2012), 127 pp.
- L’Iran et le Nucléaire - Les tourments Perses, Ligne de Repères, 2006.
- Pourquoi le terrorisme ?, collection « Pourquoi », Ed. Larousse, Paris, 2006, 160 pp.
- Iran, l'état de crise, collection « Tropiques », Karthala, Paris, 2010, 252 pp.
- Dictionnaire de la désinformation, Armand Colin, 2011[13]
- Global Security : A vision for the Future. Addressing the Challenges and Opportunities for Research in the Information Age (Avec Mary Sharpe), Nato, 2011.
- La France au cœur du monde, UPPR, 2016.
- La pensée stratégique française contemporaine, Paris, Economica, 2017.
- L’Homme, la Politique et la Guerre (avec Lars Wedin) Nuvis 2017.
- La construction du chaos au proche Orient, avant-propos à la réédition de : Capitaine B.-H. Liddel Hart, La vie du colonel Lawrence, Paris, Economica, 2018.
- Sous l’empire de la désinformation, La parole masquée, Paris, Economica, 2018.
- Anti-Maximes, Saint Honoré éditions, 2019.
- « Dans le cerveau du stratège » introduction analytique à Éléments de stratégique du général Lucien Poirier, Paris, Economica, 2023.

### Cahier de propositions
- « Pour une gouvernance mondiale du nucléaire civil et militaire », Cahier de propositions, Forum pour une Nouvelle Gouvernance Mondiale, mars 2010, 67 pp[14].

## Récompenses et distinctions
- Chevalier de la Légion d'honneur (2006) [7]

## Crédit d'auteurs
- Cet article est partiellement ou en totalité issu de l'article intitulé « Institut français d'analyse stratégique » (voir la liste des auteurs).